# 夢のまにまに (曲)
「夢のまにまに」（ゆめのまにまに）は、2021年5月26日に発売された藤あや子のシングルである。

## 解説
- 南こうせつがプロデュースと作曲を担当、ジャケット写真は花結い師TAKAYAによるヘアアート作品[1]。

## 収録曲
1. 夢のまにまに
  - 作詞：売野雅勇／作曲：南こうせつ／編曲：斎藤ネコ
2. 閉ざされた恋（Single Version）
  - 作詞・作曲：小野彩／編曲：榊原大
  - 2000年発売のアルバム『愛しい人』収録曲のリアレンジ。
3. 夢のまにまに（オリジナル・カラオケ）
4. 閉ざされた恋（Single Version）（オリジナル・カラオケ）